# Ambra Gutierrez
Ambra Battilana Gutierrez (Torino, 15 maggio 1992) è una modella italiana di origini filippine.
È nata da Corazon Gutierrez detta Cora, filippina ex ballerina classica, e da padre lucano trapiantato a Torino; ha un fratello minore. Il padre, dopo aver avuto problemi con la giustizia per traffico di droga, nel 2006 ha abbandonato la famiglia.
Mentre studiava da geometra all'Istituto di Istruzione Superiore Russell Moro Guarini, rappresentata dall'agente e amico Daniele Salemi, vicino a Lele Mora, e legatasi all'imprenditore di Cuneo Ilario Gino (presentatole da Salemi), finanziata dallo stesso Gino è andata a vivere da sola in una zona torinese più vicina al centro (via Luigi Leonardo Colli), cercando di intraprendere una carriera in televisione e nella moda.
Conclusa la relazione con Gino, domenica 22 agosto 2010 è stata eletta Miss Piemonte, e quindi finalista nella selezione per Miss Italia 2010. Come testimonierà nel "processo Ruby", la sera stessa assieme a un'altra partecipante al concorso, Chiara Danese di Gravellona Toce, è stata portata dal Salemi, senza preavviso, a uno dei festini erotici dell'allora Presidente del Consiglio Silvio Berlusconi nella villa di Arcore; sentendosi a disagio e rifiutando balletti e travestimenti che le venivano proposti, vi è rimasta sperando, data la presenza di Emilio Fede, di ottenere un posto da meteorina. A settembre ha partecipato a Miss Italia, a Salsomaggiore Terme, e nel 2011 ha ottenuto, a gennaio, il suo primo contratto con un'agenzia di moda, la Brave Model Management di Milano. Non tralasciando la scuola, lo stesso anno si è diplomata geometra. A dicembre è passata alla Next Model Management.
A lunedì 25 giugno 2012 risale la sua deposizione al “processo Ruby”.
Non sopportando l'uso continuo del suo nome nei mass media associato a tali eventi, ha poi preferito trasferirsi a New York, negli Stati Uniti, rappresentata dall'agenzia One Management da giugno 2014.
È stata una delle prime donne ad aver denunciato pubblicamente il produttore Harvey Weinstein per i suoi comportamenti molesti nel 2015, contribuendo a sollevare lo scandalo degli abusi sessuali perpetrati da Weinstein.
Continuando la sua carriera nella moda, nel giugno 2018 è stata ingaggiata dalla Heffner Management. Lunedì 16 dicembre 2019 ha deposto a Milano al “processo Ruby ter”, ripercorrendo nuovamente gli eventi di quella serata d'agosto del 2010. Da gennaio 2022 viene rappresentata anche dalla Women Management.